# Инворио
Инворио (итал. Invorio) је насеље у Италији у округу Новара, региону Пијемонт.
Према процени из 2011. у насељу је живело 3510 становника. Насеље се налази на надморској висини од 423 м.

## Становништво
| 1936. | 1951. | 1961. | 1971. | 1981. | 1991. | 2001. | 2011. |
| ----- | ----- | ----- | ----- | ----- | ----- | ----- | ----- |
| 3.002 | 3.000 | 3.120 | 3.235 | 3.378 | 3.493 | 3.732 | 4.464 |